# Entwicklungsretardierung
Entwicklungsretardierung bezeichnet eine Verzögerung der körperlichen, geistigen oder seelischen Entwicklung von Kindern.

## Definition
Jedes Kind entwickelt sich nach einem natürlichen und allgemeingültigen Schema.  Dabei ist die Reihenfolge der einzelnen Entwicklungsschritte festgelegt, da sie aufeinander aufbauen. Es ist beispielsweise nicht möglich, dass ein Kind zuerst das Laufen und dann das Sitzen lernt.
Die Geschwindigkeit, mit der die einzelnen Entwicklungsschritte aufeinander folgen, kann in den verschiedenen Entwicklungsbereichen sehr unterschiedlich sein.
So hat jedes Kind in jedem Entwicklungsbereich sein eigenes Tempo und innerhalb gewisser Grenzen sind Unterschiede im Entwicklungsstand zwischen Kindern gleichen Alters völlig normal. Aus Untersuchungen ergeben sich jedoch Grenzwerte, wann Kinder einzelne Entwicklungsschritte spätestens erreicht haben sollten. Ist dies nicht der Fall, wird von einer Entwicklungsverzögerung gesprochen.
Die Entwicklungsverzögerung beginnt ausnahmslos im frühen Kindesalter und schwächt sich im Laufe der Entwicklung durch entsprechende Förderung ab.

## Einteilung
Folgende Bereiche können unterschiedlich stark von Entwicklungsverzögerungen betroffen sein:
- Die motorische Entwicklung, welche sämtliche Bewegungsabläufe im grob- und feinmotorischen Bereich umfasst.
- Die kognitive Entwicklung beinhaltet das Verstehen von Zusammenhängen, die Fähigkeit sich Dinge zu merken und das gesamte Denken.
- Die Entwicklung der Sprache, welche das Sprachverständnis und die aktive Sprache beinhaltet.
- Die emotionale Entwicklung bezeichnet die Entwicklung des Gefühlslebens.
- Die sozialen Entwicklung betrifft den Umgang mit Menschen, wie z. B. das Erlernen von Verhaltensregeln in einer Gruppe.

## Ursachen
Eine Entwicklungsverzögerung kann Folge von vielfältigen Schädigungen des Gehirns während der Schwangerschaft, der Geburt oder in der frühen Kindheit sein. Dazu gehören angeborene oder erworbene Erkrankungen des Nervensystems, beispielsweise erbliche Stoffwechselerkrankungen, Hirnhautentzündungen, Folgen eines Sauerstoffmangels unter der Geburt oder Unfälle mit Schädel-Hirn-Verletzungen. Auch traumatische Erlebnisse in der Biographie des Kindes können Entwicklungsverzögerungen zur Folge haben. Ein unzureichendes Angebot an Reizen und Erfahrungen oder der Entzug und verminderte emotionale Beziehungen zu dem Kind (Deprivation) können ebenfalls Gründe für eine Entwicklungsverzögerung sein.
Bei 75 % der Entwicklungsverzögerungen kann keine medizinischen Grundlage als Ursache gefunden werden (Stand 2006), zu viele ungeklärte und verborgene Mechanismen wirken hier. Jungen sind häufiger betroffen als Mädchen.

## Diagnose
Zur Feststellung einer Entwicklungsretardierung stehen Kinderärzten, Psychologen, Krankengymnasten, Heilpädagogen und anderen Angehörigen medizinischer Berufe zahlreiche Scores zur Verfügung, anhand derer der Entwicklungsstand des Kindes für die verschiedenen Bereiche ermittelt und mit dem Altersdurchschnitt verglichen werden kann. Eine Diagnose einer Entwicklungsverzögerung schließt alle Bereiche von Motorik, Wahrnehmung, kognitive Eigenschaften, hin zur Sprachentwicklung usw. ein. Sie sollte im Team fundiert getroffen werden.

## Begriff der Entwicklungsverzögerung im deutschen Jugendstrafrecht
Heranwachsende, die zur Tatzeit zwischen 18 und 21 Jahre alt waren oder sind, können nach dem Jugendstrafrecht abgeurteilt werden, wenn ihre Persönlichkeit, aufgrund von Entwicklungsverzögerungen, noch derjenigen eines Jugendlichen entsprach. Die Feststellung der Entwicklungsverzögerung bleibt dabei meist ohne Auswirkungen auf andere mit der Volljährigkeit verbundene Rechte wie etwa die Ausübung des Wahlrechts oder den Erwerb des Führerscheins.